# Mästarnas mästare 2009
Den första säsongen av TV-programmet Mästarnas mästare sändes på SVT1 den 13 januari-17 mars 2009. Inspelningen av programmet skedde under 23 dagar, under oktober till november 2008, i den spanska orten Alcalá la Real i Andalusien. I avsnitt sju introducerades en expertpanel, vars uppgift var att diskutera de tävlandes chanser inför varje tävling. Expertpanelen bestod av den utslagne deltagaren Anders Gärderud, Björn Bergman (fysexpert), Helen Alfredsson (golfproffs) och Carolina Lundqvist (filosofie doktor i psykologi). Denna expertpanel har dock inte varit med i någon av senare säsongerna av programmet, men Alfredsson medverkade i den nionde säsongen av Mästarnas mästare. Säsongens sista avsnitt sågs av närmare 1 530 000 tittare, vilket då var en toppnotering för programmet.

## Deltagare
| Namn                  | Sport       |
| --------------------- | ----------- |
| Anders Gärderud       | Friidrott   |
| Ara Abrahamian        | Brottning   |
| Emelie Öhrstig        | Längdskidor |
| Emma Igelström        | Simning     |
| Erica Johansson       | Friidrott   |
| Malin Moström         | Fotboll     |
| Per "Pelle" Fosshaug  | Bandy       |
| Per Elofsson          | Längdskidor |
| Peter "Peja" Lindholm | Curling     |
| Susanne Gunnarsson    | Kanot       |
| Thomas Wassberg       | Längdskidor |

## Nattduellen
Den deltagare som samlat ihop minst antal poäng efter veckans tre grenar blev tvungen att nominera någon att möta i den så kallade nattduellen. Den som nominerade kunde inte välja den som vann totalt samma vecka eftersom denne var immun. De som skulle tävla packade ihop sina tillhörigheter och åkte iväg till ett slott där duellen skulle ske. Där träffade de Leijnegard på en stor altan och på altanen stod en ställning där sju stycken svärd hängde ifrån. Efter en stund (antingen efter bara ett par sekunder eller flera timmar) föll ett av svärden ned. Den som tog svärdet först, innan det slog i marken, fick stanna i tävlingen medan den andre tvingades lämna tävlingen omedelbart. Tabellen visar vilka som möttes i duellen per avsnitt (notera dock att deltagaren Susanne Gunnarsson fick tävla ensam i nattduellen i det första avsnittet och att i finalprogrammet blev det ingen nattduell).
| Avsnitt | Datum (2009) | Nattduell mellan                       | Utslagen           |
| ------- | ------------ | -------------------------------------- | ------------------ |
| 1       | 13 januari   | Susanne Gunnarsson (ensam)             | —                  |
| 2       | 20 januari   | Ara Abrahamian och Peja Lindholm       | Peja Lindholm      |
| 3       | 27 januari   | Anders Gärderud och Erica Johansson    | Anders Gärderud    |
| 4       | 3 februari   | Ara Abrahamian och Pelle Fosshaug      | Ara Abrahamian     |
| 5       | 10 februari  | Emelie Öhrstig och Thomas Wassberg     | Emelie Öhrstig     |
| 6       | 17 februari  | Susanne Gunnarsson och Thomas Wassberg | Susanne Gunnarsson |
| 7       | 24 februari  | Thomas Wassberg och Per Elofsson       | Thomas Wassberg    |
| 8       | 3 mars       | Pelle Fosshaug och Emma Igelström      | Pelle Fosshaug     |
| 9       | 10 mars      | Emma Igelström och Malin Moström       | Emma Igelström     |
| 10      | 17 mars      | —                                      | —                  |

## Slutgiltig placering och utslagningsschema

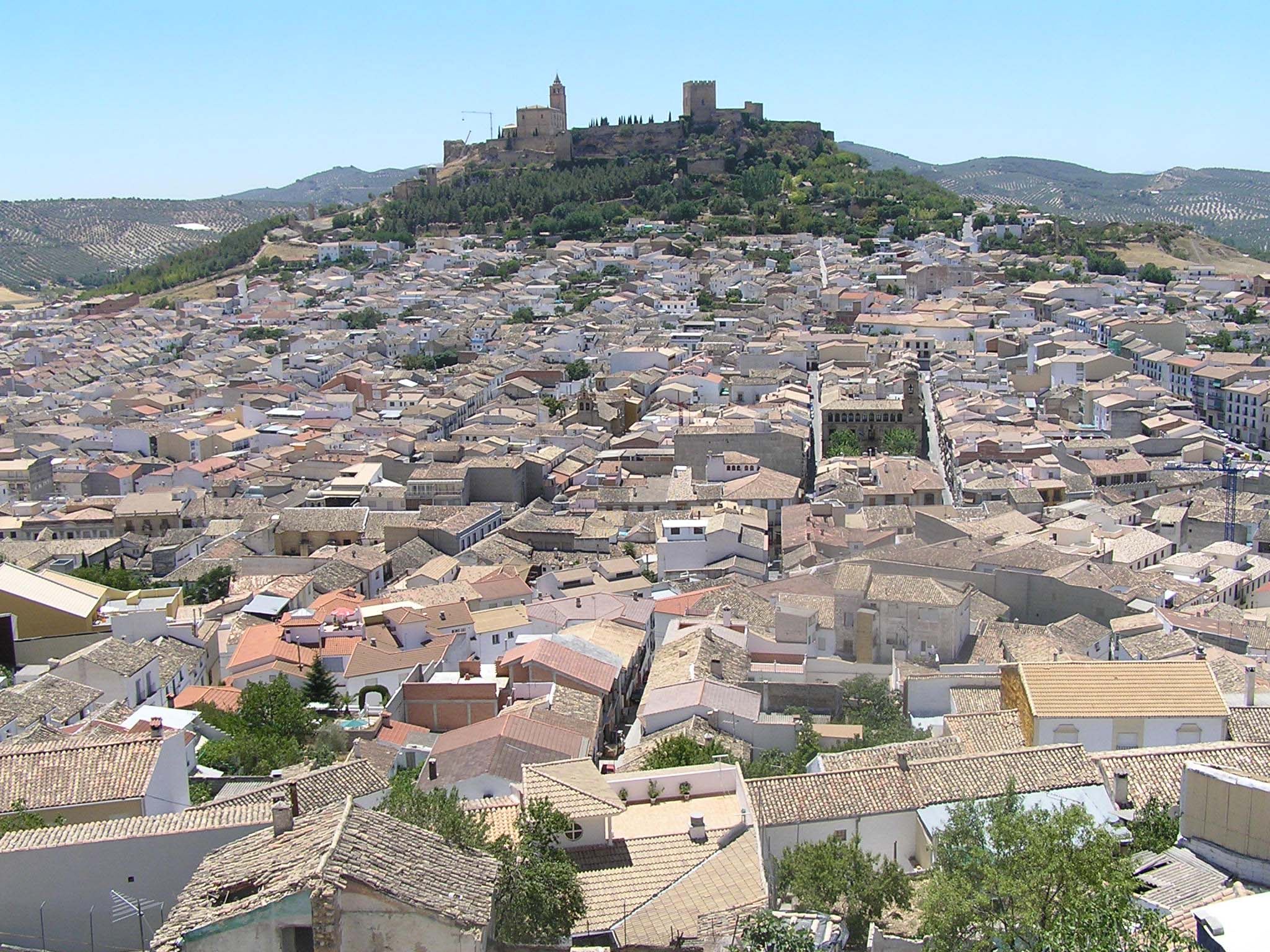
Den första säsongen av Mästarnas mästare spelades in under oktober till november 2008 i den spanska orten Alcalá la Real.

Finalen avgjordes den 17 mars 2009 mellan Per Elofsson, Malin Moström och Erica Johansson. Finalen avgjordes i tre grenar: i den första grenen vann Elofsson och fick därmed tjugo sekunders försprång före tvåan, Moström, som i sin tur fick tio sekunders försprång mot trean, Johansson. Den andra grenen vanns av Moström som fick totalt trettio sekunders försprång gentemot Per Elofsson, då det gällde att använda händerna och hänga i luften så länge det gick. Moströms trettio sekunder innebar att hon fick stå kvar på en träplatta i dessa sekunder medan Elofsson fick häva sig upp direkt. Elofsson vann sedan den slutgiltiga kampen mot Moström.
Tabellen nedan redovisar hur placeringen blev för respektive deltagare:
| Deltagare             | Plats | 1  | 2  | 3    | 4  | 5    | 6  | 7  | 8  | 9  | 10      |
| --------------------- | ----- | -- | -- | ---- | -- | ---- | -- | -- | -- | -- | ------- |
| Per Elofsson          | 1     | 24 | 34 | 32   | 17 | 25   | 20 | 22 | 8  | 13 | Vinnare |
| Malin Moström         | 2     | 29 | 16 | 4,5  | 17 | 19   | 19 | 24 | 15 | 8  | Tvåa    |
| Erica Johansson       | 3     | 26 | 14 | 22   | 26 | 11   | 15 | 7  | 17 | 8  | Trea    |
| Emma Igelström        | 4     | 22 | 25 | 11,5 | 27 | 9,5  | 17 | 20 | 11 | 3  |         |
| Per "Pelle" Fosshaug  | 5     | 24 | 20 | 25   | 10 | 10   | 21 | 7  | 5  |    |         |
| Thomas Wassberg       | 6     | 13 | 25 | 9    | 13 | 22   | 7  | 3  |    |    |         |
| Susanne Gunnarsson    | 7     | 8  | 13 | 22,5 | 14 | 15,5 | 6  |    |    |    |         |
| Emelie Öhrstig        | 8     | 20 | 16 | 19   | 24 | 6    |    |    |    |    |         |
| Ara Abrahamian        | 9     | 16 | 11 | 30,5 | 8  |      |    |    |    |    |         |
| Anders Gärderud       | 10    | 11 | 12 | 3    |    |      |    |    |    |    |         |
| Peter "Peja" Lindholm | 11    | 17 | 23 |      |    |      |    |    |    |    |         |